# Oruro
För andra betydelser, se Oruro (olika betydelser).

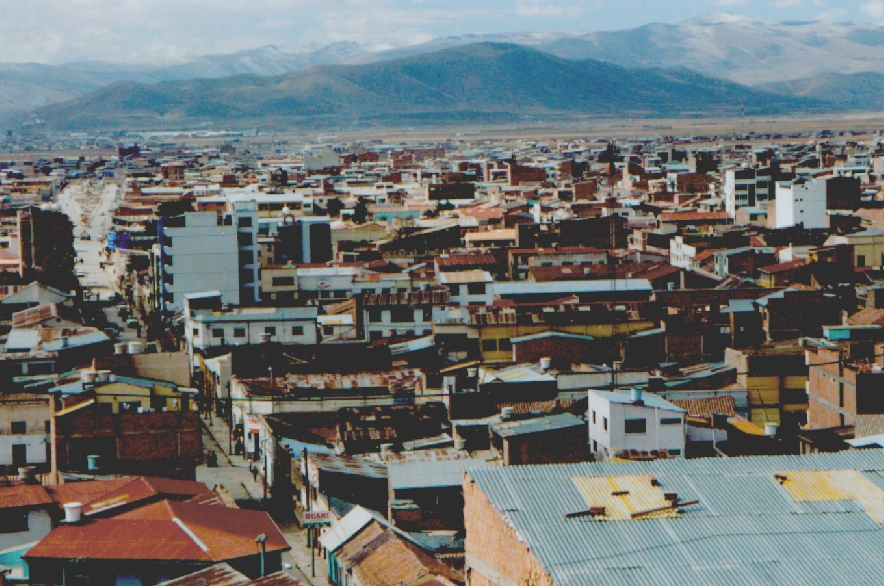
Oruro.

Oruro är en stad och kommun i Bolivia. Den är huvudstad i departementet Oruro i Bolivia. Staden hade 264 683 invånare (2012), medan kommunen hade 267 601 invånare på en yta av 276,21 km². Staden ligger ungefär mitt emellan La Paz och Sucre, ungefär 3 710 meter över havet.
Platsen bosattes 1595 av spanjorer som var intresserade av silver och staden grundades 1606 som ett silvergruvcentrum i regionen Uros. På den tiden hette staden Real Villa de Don Felipe de Austria efter den spanske monarken Filip III. Den övergavs när gruvtillgångarna tog slut, men återupprättades i slutet av 1800-talet som ett tenngruvecenter. Under en period var gruvan La Salvadora den viktigaste tennkällan i världen. Gradvis tog även dessa tillgångar slut och Oruro hamnade åter igen i en nedgång. Tenngruvan San José stängdes 1992 men öppnades åter 2002 för provtagningar. I Oruro finns även sko- och klädesfabriker samt ett universitet som grundades 1892. Staden har varje år en karneval som anses vara en av de största folklorehändelserna i Sydamerika.
Oruro fick namnet efter indianstammen "Uru-Uru".